# Indigofera ruspolii
Indigofera ruspolii är en ärtväxtart som beskrevs av Baker f. Indigofera ruspolii ingår i släktet indigosläktet, och familjen ärtväxter. Inga underarter finns listade i Catalogue of Life.